# Lysibia nana
Lysibia nana är en stekelart som först beskrevs av Johann Ludwig Christian Gravenhorst 1829.  Lysibia nana ingår i släktet Lysibia och familjen brokparasitsteklar. Arten är reproducerande i Sverige. Inga underarter finns listade i Catalogue of Life.